# Tecnico

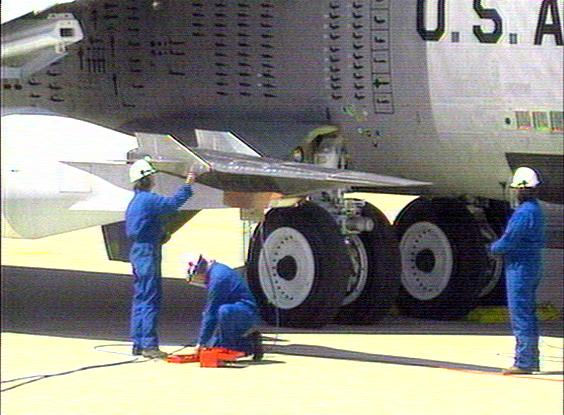
Tecnici lavorano su un X-43A posto alla punta di un Razzo Pegasus attaccato a un B-52 prima del lancio

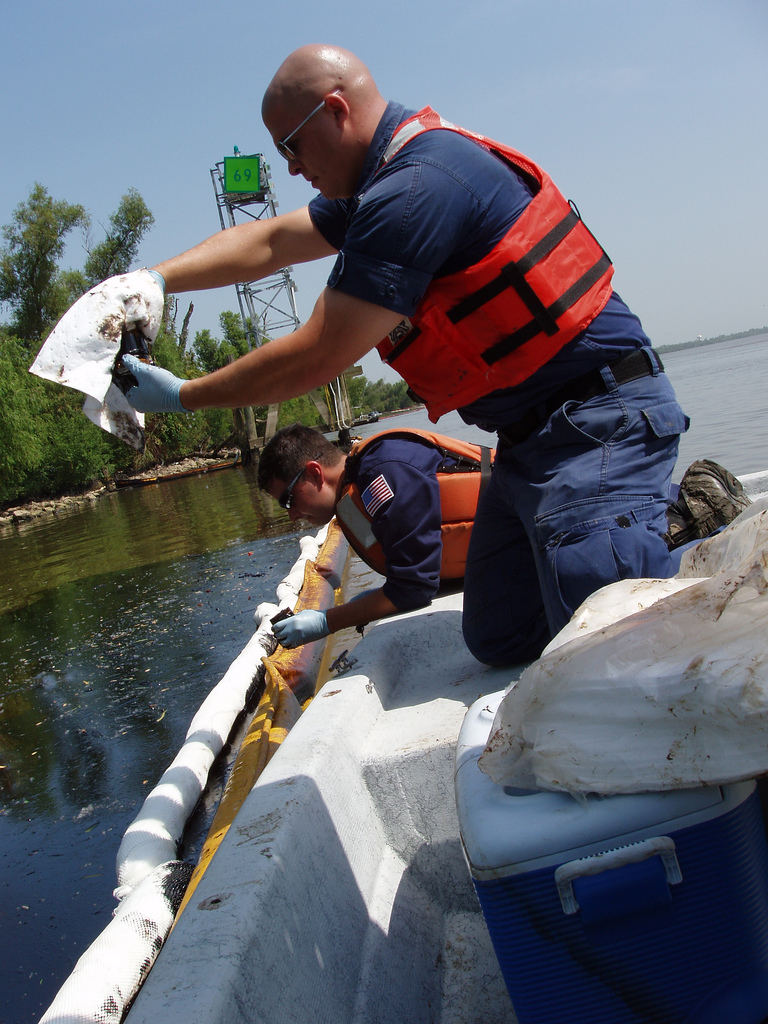
Tecnici al lavoro su un oleodotto.

Un tecnico (specialista più generale come sinonimo di un determinato argomento/area di lavoro e/o materia)  è un lavoratore esperto in una determinata tecnologia, con competenze sia tecniche che teoriche. Un tecnico, esperto in un particolare settore della tecnologia, ha una conoscenza media della teoria e una conoscenza specifica nella pratica.

## Descrizione
I tecnici possono essere classificati come lavoratori altamente qualificati od anche semi-qualificati, e sono parte di un più ampio processo di produzione.
Possono essere impiegati in una varietà di campi, e di solito hanno un titolo di lavoro con la specificazione di "tecnico", in base alla particolare categoria di lavoro. Così un 'tecnico di scena' è un lavoratore che fornisce supporto tecnico per mettere su uno spettacolo, mentre un 'tecnico medico' è un dipendente che fornisce assistenza tecnica nel settore medico o alla professione medica. Un "tecnico universitario" può essere specializzato nell'assistenza alla didattica ed alla ricerca.

### Abuso
È un termine spesso abusato da coloro i quali non conoscono la specifica funzione professionale svolta da una persona. L'esempio più emblematico è l'informatica: i ruoli distinti (con titoli specifici) in questo mondo sono almeno una trentina (se si considerano le sottocategorie): eppure, per la maggior parte della gente, essi sono tutti indistintamente "tecnici", esattamente come se fossero provenienti dalla meccanica o edilizia o finanza.

## Sbocchi professionali e lavorativi
I tecnici sono nel commercio, nei servizi ed in vari ambiti lavorativi e professionali, come nella pubblica amministrazione, nelle libere professioni, nell'agricoltura e allevamento, nelle forze armate.
In pratica, qualsiasi figura esperta in una materia specifica, specie dal punto di vista pratico, è un tecnico: alcuni esempi possono essere un legale giuslavorista dedicato alle imprese cooperative, un consulente esperto in tributi di stati stranieri, un consulente di project management nel settore impiantistico, un veterinario esperto nel trattare capre per produzione di formaggio, chi svolge colloqui di lavoro per l'Information Technology, un soggetto esperto nella gestione di reti informatiche e così via.